# Exocentrus businskae
Exocentrus businskae là một loài bọ cánh cứng trong họ Cerambycidae.